# E-文書法
e-文書法（いーぶんしょほう）あるいは電子文書法とは、2004年（平成16年）11月に成立・翌年4月に施行された、「民間事業者等が行う書面の保存等における情報通信の技術の利用に関する法律」（平成16年法律第149号）および「民間事業者等が行う書面の保存等における情報通信の技術の利用に関する法律の施行に伴う関係法律の整備等に関する法律」（平成16年法律第150号）の総称である。

## 概要
e-文書法によって、財務・税務関係の帳票類や取締役会議事録など、商法（及びその関連法令）や税法で保管が義務づけられている文書について、紙文書だけでなく電子化された文書ファイルでの保存が認められるようになった。
また、元から電子データとして作成された文書だけでなく、紙として保存された文書をスキャンして画像ファイルとしたものに対しても、当法律において定めた要件を満たせば正規の文書として認められるようになった。
本法の施行により文書・帳票類の保管にかかる諸費用が軽減され、企業間取引の電子化にいっそう拍車がかかるものと期待されている。ただし、損益計算書や貸借対照表など、企業決算にかかわる一部の重要書類は法の対象から外されているため、引き続き紙文書としての保管が義務づけられている。
類似する法律に「電子帳簿保存法」があるが、これは国税庁が管轄する法律である。

## 構成
- 第一条（目的）
- 第二条（定義）
- 第三条（電磁的記録による保存）
- 第四条（電磁的記録による作成）
- 第五条（電磁的記録による縦覧等）
- 第六条（電磁的記録による交付等）
- 第七条（条例等に基づく書面の保存等に係る情報通信の技術の利用の推進等）
- 第八条（政令又は主務省令の制定改廃に伴う経過措置）
- 第九条（主務省令）
- 附則